# Ricardo Duchesne
Pour les articles homonymes, voir Duchesne.
Ricardo Duchesne est un sociologue canadien. 

## Travaux
Ses sujets de recherches portent sur la Civilisation occidentale et l'émergence de l'Occident. 
Son ouvrage principal paru en 2011 s'intitule The Uniqueness of Western Civilization, il y critique les effets destructeurs du multiculturalisme sur la Culture occidentale,. 

## Biographie
- The Uniqueness of Western Civilization, Studies in Critical Social Sciences, Vol. 28, Leiden and Boston: Brill, 2011,  (ISBN 978-90-04-19248-5)
- "The Way of Africa, the Way I Am, and the Hermeneutic Circle", in Donald A. Yerxa|Yerxa, Donald (ed.), Recent Trends in World History: The Place of Africa and the Atlantic World: Historians in Conversation, Columbia, South Carolina: The University of South Carolina Press, 2008,  (ISBN 978-1-57003-758-0)

## Publications
- "The French Revolution as a Bourgeois Revolution: A Critique of the Revisionists", Science & Society, Vol. 54, No. 3, 1990, pp. 288–320
- "Between Sinocentrism and Eurocentrism: Debating A.G. Frank's Re-Orient", Science & Society, Vol. 65, No. 4, 2001/2002, pp. 428–463
- "Rodney Hilton's Peasant Road to Capitalism?", Journal of Peasant Studies, Vol. 30, No. 2, 2003, pp. 129–145
- "Centres and Margins: The Fall of Universal History and the Rise of Multicultural World History", in Marnie Hughes-Warrington (ed.), Advances in World Histories, London and New York: Palgrave Macmillan, 2004, pp. 135–167,  (ISBN 1-4039-1278-5)
- "On the Rise of the West: Researching Kenneth Pomeranz's Great Divergence", Review of Radical Political Economics, Vol. 36, No. 1, 2004, pp. 52–81
- "Defending the Rise of Western Culture Against its Multicultural Critics", The European Legacy, Vol. 10, No. 5, 2005, pp. 455–484
- "Globalization, the Industrialization of Puerto Rico and the Limits of Dependency Theory", Journal für Entwicklungspolitik, Vol. 32, No. 1, 2006, pp. 55–83
- "Me First?", The Journal of the Historical Society, Vol. 6, No. 1, 2006, pp. 69–91
- "Christianity is a Hellenistic Religion, and Western Civilization is Christian", Historically Speaking, Vol. 7, No. 4, 2006
- "The Fall of my Humanity and the Rise of Stupidity", The Salisbury Review, Vol. 31, No 1, 2012 (version longue)